# (7343) Ockeghem
(7343) Ockeghem (1992 GE2) – planetoida z pasa głównego asteroid okrążająca Słońce w ciągu 3,25 lat w średniej odległości 2,19 j.a. Odkryta 4 kwietnia 1992 roku.